# Puigllat (Muntanyola)
Puigllat és una masia de Muntanyola (Osona) inclosa a l'Inventari del Patrimoni Arquitectònic de Catalunya.

## Descripció
Masia de grans dimensions que forma un cos unitari. Es de planta rectangular amb el carener perpendicular a la façana, que és orientada a llevant. Té un portal rectangular la data del qual és il·legible. Consta de planta baixa i primer pis; a la part dreta hi ha un cos afegit de planta rectangular. Al davant de la lliça de la casa hi ha un cobert sostingut per contraforts. Malgrat la unitat de la casa pels carreus i tipus de construcció observem una ampliació lateral. A la part nord hi ha un balcó.
A la part posterior, annexionat a través d'una mena de túnel hi ha un altre cos.

## Història
El mas es troba registrat al fogatge de 1553 de la parròquia i terme de Muntanyola; apareix com a "Puiglar".